# Hormon adrenokortykotropowy
Hormon adrenokortykotropowy (kortykotropina, skrót: ACTH) – hormon peptydowy przysadki mózgowej, zaliczany do hormonów tropowych. Pobudza korę nadnerczy do wydzielania kortykosteroidów, mineralokortykoidów (w nieznacznym stopniu) oraz androgenów.
Jest zbudowany z pojedynczego łańcucha polipeptydowego zawierającego 39 aminokwasów w sekwencji:
NH2-Ser-Tyr-Ser-Met-Glu-His-Phe-Arg-Try-Gly-Lys-Pro-Val-Gly-Lys-Lys-Arg-Arg-Pro-Val-Lys-Val-Tyr-Pro-Asp-Ala-Gly-Glu-Asp-Glu-Ser-Ala-Glu-Ala-Phe-Pro-Leu-Glu-Phe-COOH
ACTH syntetyzowany jest przez komórki przedniego płata przysadki mózgowej w odpowiedzi na wzrost poziomu kortykoliberyny (CRH) we krwi – jest to najważniejszy czynnik pobudzający uwalnianie ACTH. Jego biologiczny okres półtrwania wynosi około 10 minut. Hamowanie wydzielania ACTH i CRH następuje na zasadzie sprzężenia zwrotnego. Na jego wydzielanie ma wpływ również układ nerwowy, głównie kora mózgu i podwzgórze. Wzrost stężenia ACTH we krwi jest jedną z pierwszych reakcji organizmu na stres. Hormon ten wpływa pośrednio na gospodarkę białkową, węglowodanową i mineralną organizmu.
Hormon ten hamuje proliferację komórek. Wykazuje ponadto działanie przeciwzapalne oraz przeciwalergiczne. Jest wykorzystywany m.in. w leczeniu choroby Addisona (niewydolności kory nadnerczy). Może powodować różne reakcje uboczne, np.: obrzęki spowodowane zaburzeniem gospodarki mineralnej, zaburzenia krążenia, odczyny alergiczne, wzrost ciśnienia tętniczego oraz ponadnormalny spadek pH soku żołądkowego. Czasami stosuje się jego syntetyczną wersję (np. Synacten).